# ألبرت بيترسون
ألبرت بيترسون (بالسويدية: Albert Pettersson)‏ هو رباع سويدي، ولد في 5 مايو 1885 في أوربرو في السويد، وتوفي في 8 مارس 1960 في ستوكهولم في السويد.

## وصلات خارجية
- ألبرت بيترسون على موقع أوليمبيديا (الإنجليزية)
- ألبرت بيترسون على موقع اللجنة الأولمبية السويدية (السويدية)